# Шанхайський сюрприз
Шанхайський сюрприз — драма 1986 року.

## Сюжет
Ґлорія Тетлок і Ґлендон Вейсі йдуть по небезпечній доріжці, що веде до «Кольорів Фарадея» — колосальної партії краденого опіуму, втраченого в смертельних закутках Шанхаю 1938 року. Ґлорія — безневинний місіонер, хоче знайти опіум, щоб полегшити страждання поранених на китайсько-японській війні. Ґлендон, торговець і авантюрист, дуже хоче втекти з Шанхаю, доки ще цілий. Для обох опіум — квиток до їх мети, але біда в тому, що усі шахраї міста, включаючи зловісного шефа поліції і таємничу імператрицю — «Китайську лялечку», хочуть взяти участь у справі.